# Poblado amurallado Cova Foradà
El poblado Amurallado Cova Foradà, está ubicado sobre el Cabezo de la Ermita en el término municipal de Liria, comarca del Campo del Turia, al oeste de la provincia de Valencia; y está catalogado como Bien de interés cultural, con número de anotación ministerial: 67 y fecha de anotación 18 de febrero de 2010.

## Descripción
La primera excavación arqueológica que se llevó a cabo en este enclave fue en 1932, bajo la dirección de Domingo Fletcher y Salvador Espí, bajo la dirección de José Mª Montañana, mientras que la última excavación tuvo lugar en 1967, bajo la dirección de Milagros Gil-Mascarell y José Aparicio. 
El poblado, que tiene unos 5000 metros cuadrados, destaca por el buen estado de conservación de su recinto amurallado, a pesar de las actuaciones extractivas que lo circundan. Se ha datado en la Edad de Bronce la primera ocupación del asentamiento y una segunda, de larga duración, desde el Ibérico Pleno hasta el Imperio Romano(siglo IV a. C. al siglo II d. C.).
La orografía del terreno, sobre todo en la vertiente occidental del cerro, que presenta fuertes escarpes, que hacen muy difícil el acceso, lo cual hacia innecesarias las defensas artificiales. La vertiente oriental, sin embargo, de pendiente más suave, concentra el sistema defensivo. Al suroeste se eleva una gran Torre defensiva, de planta rectangular, de 17 metros de largo por 11 de ancho y cuyos muros presentan un espesor de 175 cm. El material constructivo son sillares, bien escuadrados y de grandes dimensiones, conservando una altura que ronda los 2 metros en el lado norte. A partir de esta construcción se inicia la muralla, tras un pequeño espacio con función de puerta. El lienzo de la muralla (de aproximadamente un metro de ancho) discurre paralelo a las curvas de nivel, con una longitud de 25 metros, hasta llegar a la elevación del extremo norte donde gira. Este lienzo se encuentra en un excelente estado de conservación, alcanzando en algunos lugares los 2 metros de altura conservada. Como sucede en otros poblados ibéricos, la muralla estaría compuesta por un zócalo de piedras sobre el que se levantaría un alzado de adobes.